# ال روبله (سوکره)
ال روبله (انگلیسی: El Roble, Sucre) نام شهری در کشور کلمبیا است.